# De Knoop
De Knoop is een kruispunt en een ongelijkvloerse kruising in Deventer voor de aansluiting van de provinciale wegen N344 en N348. Het kruispunt is voltooid in 2005 en moest worden aangelegd door de omlegging van de N348 vanaf Averlo en Frieswijk langs de wijk Colmschate naar de A1. Doordat hier ook twee spoorlijnen bij elkaar komen is er een complex kruispunt ontstaan op een klein oppervlak.
De N344 kruist middels een tunnel met de N348 en de spoorlijn Deventer - Arnhem die daar parallel aan elkaar lopen. Het noordelijke deel van deze tunnel is voor fietsers.
Parallel aan de N344 loopt de spoorlijn Deventer - Almelo. De N348 kruist deze met een tunnel. Oostelijker is in de spoorlijn een tunnel gemaakt voor het fietsverkeer van en naar wijk Blauwenoord.
De aansluiting van beide provinciale wegen op elkaar bestaat uit drie kruispunten waar ook de Zweedsestraat vanaf industriegebied Kloosterlanden op is aangesloten. Ook de Zweedsestraat kruist de N348 en de spoorlijn door middel van een tunnel.
Eind 2012 werden op De Knoop kantelwalspanelen in gebruik genomen die het mogelijk maken om enkele rijstroken van functie te laten wisselen om zo een vlottere doorstroming mogelijk te maken.
| Aansluitende wegen                    | Aansluitende wegen | Aansluitende wegen | Aansluitende wegen | Aansluitende wegen              |
| ------------------------------------- | ------------------ | ------------------ | ------------------ | ------------------------------- |
|                                       |                    |                    |                    | richting Raalte                 |
|                                       |                    |                    |                    |                                 |
| richting Deventer-Centrum             | richting Bathmen   |                    |                    |                                 |
|                                       |                    |                    |                    |                                 |
| Zweedsestraat richting Kloosterlanden |                    |                    |                    | richting Colmschate/aansluiting |